# Culture de Cerny
Pour les articles homonymes, voir Cerny (homonymie).
Objets typiques
Céramique
La culture de Cerny est une culture archéologique du Néolithique en France, qui s'étendait dans une grande partie du Bassin parisien dans la deuxième moitié du Ve millénaire av. J.-C. (Néolithique moyen I). Elle disparait progressivement au profit du Chasséen au Néolithique moyen II.

L'Europe vers 4500 av. J.-C.

## Historique
La culture de Cerny doit son nom au site du « Parc aux Bœufs », à Cerny, en Essonne, où elle fut mise en évidence pour la première fois.

## Chronologie
Elle se diffuse dans la deuxième moitié du Ve millénaire av. J.-C. dans le Bassin parisien, où elle succède à la culture du groupe de Villeneuve-Saint-Germain. Le faciès ancien de la culture de Cerny est appelé Cerny-Videlles.

## Description
Cette culture se caractérise par l'édification d'enceintes (camps néolithiques) et de nécropoles monumentales, par l'élevage du grand bétail (bœuf) et par sa production céramique (pots de forme ronde, décorés au peigne et au poinçon, avec des motifs en soleil).
Les longs tumulus de la culture de Cerny sont les premières manifestations des structures funéraires monumentales, appelées mégalithiques, qui se développeront le long de la façade atlantique. 

## Site de Gurgy
À Gurgy, dans l'Yonne, une nécropole de cette culture abrite les restes de 128 individus. Les analyses génétiques de 94 d'entre eux ont permis de dresser l'arbre généalogique de deux familles : l'une comprend 64 personnes appartenant à sept générations, l'autre 12 individus de cinq générations. L'étude suggère une organisation patrilinéaire exogame (les hommes s'unissent avec des femmes extérieures au groupe) et patrilocale (celles-ci viennent vivre dans le groupe de leur conjoint).   

## Liste des principaux sites archéologiques
- « Parc aux Bœufs », Cerny, Essonne[4]
- « Le Champ de Bataille », camp néolithique, L'Étoile, Somme : découvert en 1971 par les travaux de Roger Agache en archéologie aérienne[5],[6],[7]
- « Camp néolithique de Maran », Châtenay-sur-Seine, Seine-et-Marne
- « Camp néolithique de Haut-des-Nachères », Noyen-sur-Seine, Seine-et-Marne
- « Le Gours aux Lions », Marolles-sur-Seine, Seine-et-Marne
- « L'enceinte des Réaudins » et « La nécropole de Balloy », Balloy, Seine-et-Marne[8],[9],[10],[11]
- « Le camp de Barbuise-Courtavant », Barbuise, Aube[12]
- « Parc logistique de l'Aube », Buchères, Aube[13],[14]
- « La nécropole monumentale Cerny de Passy », Passy, Yonne[15]
- « La nécropole d'Orville », Orville, Loiret (Cerny-Videlles)
- « Le site des Roches », Videlles, Essonne (Cerny-Videlles)
- « Nécropole de Buno-Bonnevaux », Buno-Bonnevaux, Essonne
- « Sépulture collective sous roche des Boutards », sur Saint-Hilaire (à Chalo-Saint-Mars), Essonne : découverte en 1889[16],[17],[18],[19]